# 耶西卡·松德
耶西卡·松德（瑞典語：Jessika Sundh，1974年7月9日—），瑞典女子足球运动员。她曾代表瑞典参加1999年国际足联女子世界杯。她也曾入选2000年夏季奥林匹克运动会瑞典女子足球队名单，但并未上场参赛。